# NGC 588

NGC 588

NGC 588 هي مجرة تتبع كوكبة المثلث. اكتشفها هاينريش لويس دريست في 2 أكتوبر 1861.

## روابط خارجية
- NGC 588 على موقع ويكي سكاي: DSS2, SDSS, GALEX, IRAS, Hydrogen α, X-Ray, Astrophoto, Sky Map, Articles and images